# Цикл Карно

Цикл Карно на діаграмі «температура (T) — ентропія (S)»

Цикл Карно́ — термодинамічний цикл, який складається з двох ізотермічних процесів і двох адіабатних процесів, що чергуються між собою. Названий за ім'ям Н. Л. С. Карно, французького вченого та інженера, котрий вперше його описав у своїй праці «Про рушійну силу вогню та про машини, що здатні розвивати цю силу» у 1824 році.
Цикл Карно складається з чотирьох стадій:
1. Робоча речовина розширюється за сталої температури (ізотермічний процес).
2. Робоча речовина розширюється за сталої ентропії (адіабатичний процес).
3. Робоча речовина стискається за сталої температури (ізотермічний процес).
4. Робоча речовина стискається за сталої ентропії (адіабатичний процес).

## ККД теплової машини Карно
Кількість теплоти, отримана робочим тілом від нагрівника при ізотермічному розширенні, дорівнює
{\displaystyle \,\Delta Q_{H}=\int TdS=T_{H}(S_{B}-S_{A})=T_{H}\Delta S}.
Аналогічно, при ізотермічному стисненні робоче тіло віддає охолоджувачу
{\displaystyle \,\Delta Q_{C}=T_{C}(S_{B}-S_{A})=T_{C}\Delta S}.
Звідси коефіцієнт корисної дії для ідеального теплового двигуна, що працює за циклом Карно, залежить лише від різниці температур нагрівника {\displaystyle T_{H}} і охолоджувача {\displaystyle T_{C}}. 

{\displaystyle \eta ={T_{H}-T_{C} \over T_{H}}={\Delta Q_{H}-\Delta Q_{C} \over \Delta Q_{H}}}
Для збільшення коефіцієнта корисної дії циклу Карно необхідно зробити температуру нагрівника якомога більшою, а температуру охолоджувача — якомога меншою.